# Toffo-Agué
Toffo-Agué ist eine Stadt und ein Arrondissement im Departement Atlantique in Benin. Es ist eine Verwaltungseinheit, die der Gerichtsbarkeit der Kommune Toffo untersteht.

## Demografie und Verwaltung
Gemäß der Volkszählung von 2013 hatte das Arrondissement 6765 Einwohner, davon waren 3423 männlich und 3621 weiblich.
Von den 76 Dörfern und Quartieren der Kommune Toffo entfallen sechs auf Toffo-Agué:
1. Gbédé-Agonsa
2. Gomey
3. Hounnouvié
4. Sèdji
5. Toffo-Gare
6. Zèko